# Charles Lannie
Joseph Charles Lannie (Antwerpen, Boom, 1881. augusztus 21. – Antwerpen, Berchem, 1958. június 3.) olimpiai ezüstérmes belga tornász.
Ez első világháború után az 1920. évi nyári olimpiai játékokon indult, és mint tornász versenyzett. Csapat összetettben ezüstérmes lett, míg egyéni összetettben a 19. helyen végzett.